# Нехтон I
Нехтон I (Нехтон мак Эрип; гэльск. Nechtan mac Erip) — король пиктов в V или VI веке.

## Биография
Братом Нехтона I был Дрест I. В «Хронике пиктов» сообщает о его двадцатичетырёхлетнем правлении. Нехтон имел эпитеты Morbet, Celchamoth и Magnus (Великий).
Утверждается, что Бойте из Монастербойса воскресил из мёртвых Нехтона I.